# Nuda ve škole
Nuda je přechodný nepříjemný duševní stav, v němž člověk cítí pronikavý nedostatek zájmu o své obvyklé aktivity a je pro něj obtížné se na ně soustředit. Nuda tedy nutně neznamená, že člověk nemá co na práci, ale spíše to, že se nedokáže pro danou aktivitu nadchnout, i když by si to přál. Nuda ve škole pak znamená negativní emocionální prožitek, který se odehrává ve školní třídě, a který je výsledkem frustrace žákovských potřeb.

## Důvody vzniku nudy ve škole
Ve škole, konkrétně na střední škole, lze identifikovat tři centrální zdroje nudy:
- učitel – středoškoláci vidí jako zdroj nudy ve škole zejména učitele. V této spojitosti lze identifikovat několik dílčích problémů: použití nevhodné organizační formy výuky a vyučovací metody (stereotypní, málo aktivizující, obsahová nezajímavost výkladu), učivo (nepřiměřené, ze žákova pohledu neužitečné), nevhodný přístup učitele k žákům (nespravedlnost, nepřiměřená emotivnost, nezájem o žáky).[3][4][5][6][7]

- pasivita žáků – mnohdy je jediným úkolem žáků ve škole poslouchat výklad učitele a vepisovat si poznámky do sešitu. Tato činnost nevyžaduje příliš velkou míru soustředění na straně žáků. Aktivita v hodině tak často spočívá v práci učitele a žáci jsou pasivními příjemci vzdělávacích obsahů. Styl výuky, výukové metody a témata výuky nemotivují žáky k aktivitě ve výuce a tak žáci hledají něco, čím by se zabavili.[6][7]

- pocit bezmocnosti – žákům je obvykle bráněno, aby se v hodinách věnovali tomu, čemu by se věnovat chtěli a naopak jsou nuceni věnovat se něčemu, do čeho zrovna nemají chuť. A tak vzniká nuda. Nudu ve škole pak umocňuje pocit žáků, že s nevyhovující podobou výuky nemohou nic dělat, protože to, jak bude výuka probíhat, závisí pouze na učiteli.[6][7] Zejména v anglicky mluvících zemích však v posledních letech proniká do škol koncept zvaný hlas žáků,[8][9] který říká, že žáci mají možnost skrze zpětnou vazbu a vyjadřování svých přání ovlivňovat podobu a průběh výuky.

## Projevy nudy ve škole
Nejen ve škole se nuda typicky projevuje třemi způsoby, které zároveň znázorňují i strategie zahánění nudy, které žáci volí:
- rozptýlená aktivita – jde o typické čmárání do sešitu a vybarvování písmen v učebnici, hraní si s tužkou, mobilním telefonem, nebo čímkoliv jiným, utkání v piškvorkách nebo lodích, povídání si se sousedy, atp. Všechny tyto aktivity žáci vykonávají, aby zahnali nudu a zejména pak nepříjemný pocit z toho, že nemají vůbec nic na práci a přesto nemohou odejít ze třídy. Rozptýlená aktivita je nejčastěji chápána jako typický projev nudy na základní škole.[5][6][7]

- stažení se do sebe – jde o takzvané denní snění, kdy žáci nepřemýšlí nad výukou, ale nad jinými, svými, věcmi. Na pohled není zřejmé, zda žák přemýšlí nad učivem, nebo nad tím, co bude podnikat dnes odpoledne. Učitel tedy nejenže nemůže snadno zasáhnout, ale také si mnohdy mylně myslí, že je ve třídě vše v naprostém pořádku.[5][6][7] Často se také stává, že součástí stažení se do sebe je pokus o spánek, nebo dokonce i spánek samotný. Stažení se do sebe je nejčastějším projevem nudy žáků středních škol.[6]

- agresivita – jde o projevy nepřátelství vůči zdroji nudy, ve škole zpravidla vůči učiteli. Typické jsou znechucené výrazy, oči obrácené v sloup nebo provokativní zívání.[5][6][7]

## Důsledky nudy pro školní život žáků
Za jakýchkoliv okolností, nuda končí až se zvoněním. Ve škole může mít příliš časté prožívání nudy, které kulminuje zejména na konci školního roku, za důsledek snížení studijního úsilí žáků v důsledku nemožnosti plně se soustředit na učivo, a tím vést k jejich nízkým výkonům, případně až k neúspěšnosti v předmětu. Důvod je prostý, žáci se nesoustředí na výklad, či řešení úkolu, ale na to, jak se zbavit nudy. S nudou se žáci setkávají ve škole každý den, stává se tak nedílnou součástí každodenního života a jistou rutinou. Žáci zároveň udávají, že nudit se je psychicky velmi vyčerpávající aktivita, žáci tak chodí ze školy domů unaveni a na další školní den se příliš netěší.